# 박인년교지
박인년교지(朴引年敎旨)는 대전광역시 유성구 상대동, 대전시립박물관에 있는 교지이다. 1989년 3월 18일 대전광역시의 문화재자료 제24호로 지정되었다.

## 개요
이 문서는 영조 15년(1739) 박팽년의 아우 박인년에게 화를 입기 전의 관직인 집현전 교리로 다시 복직시킨다는 내용을 담고 있는 교지이다.
박인년은 단종복위를 도모하다 순절한 사육신 박팽년의 아우로, 이 때 일가족 8인이 참변을 당했다. 참변을 당한 사람을 보면 아버지 박중년, 형 박팽년, 아우 박영년, 박기년, 박대년 그리고 조카 박헌 등이다.

## 참고 자료
- 박인년교지 - 국가유산청 국가유산포털